# Phenax madagascariensis
Phenax madagascariensis är en nässelväxtart som beskrevs av Jacques Désiré Leandri. Phenax madagascariensis ingår i släktet Phenax och familjen nässelväxter. Inga underarter finns listade i Catalogue of Life.